# Duguetia colombiana
Duguetia colombiana är en kirimojaväxtart som beskrevs av Paulus Johannes Maria Maas. Duguetia colombiana ingår i släktet Duguetia och familjen kirimojaväxter. Inga underarter finns listade i Catalogue of Life.